# Hydrophilus triangularis
Hydrophilus triangularis är en skalbaggsart som beskrevs av Thomas Say 1823. Hydrophilus triangularis ingår i släktet Hydrophilus och familjen palpbaggar. Inga underarter finns listade i Catalogue of Life.